# Eugymnanthea inquilina
Eugymnanthea inquilina is een hydroïdpoliep uit de familie Eirenidae. De poliep komt uit het geslacht Eugymnanthea. Eugymnanthea inquilina werd in 1935 voor het eerst wetenschappelijk beschreven door Palombi. 